# Luca Bigazzi
Luca Bigazzi (né le 9 décembre 1958  à Milan) est un directeur de la photographie italien.

## Biographie
Luca Bigazzi débute dans la publicité en 1977 comme réalisateur adjoint. Il débute dans le cinéma en 1983 comme directeur de la photographie avec Silvio Soldini dans le film Paesaggio con figure présenté au Festival de Locarno. Il abandonne peu à peu la publicité. Il continue de collaborer avec Soldini puis d'autres réalisateurs. En 1994, il remporte un David di Donatello de la meilleure photographie avec Gianni Amelio pour Lamerica. En 1999, il remporte l'Osella d'oro à Venise pour Mon frère d'Amelio et L'albero delle pere de Francesca Archibugi. En 2000, il remporte un autre David di Donatello comme directeur de la photographie de Pane e tulipani
Il s'occupe ensuite des films de Paolo Sorrentino à partir de Conseguenze dell'amore avec lequel il remporte un Nastro d'argento en 2005 et le David de Donatello comme meilleur directeur de la photo avec This Must Be the Place en 2011.

## Filmographie partielle
- 1983 : Paesaggio con figure de Silvio Soldini
- 1984 : Giulia in ottobre (it) de Silvio Soldini
- 1990 : L'Air serein de l'occident (it) (L'aria serena dell'ovest) de Silvio Soldini
- 1992 : Mort d'un mathématicien napolitain (Morte di un matematico napoletano) de Mario Martone
- 1993 : Un'anima divisa in due de Silvio Soldini
- 1994 : Miracoli, storie per corti de Silvio Soldini
- 1995 : L'Amour meurtri (L'amore molesto) de Mario Martone
- 1998 : Totò qui vécut deux fois (Totò che visse due volte) de Daniele Ciprì et Franco Maresco
- 1998 : Mon frère (Così ridevano) de Gianni Amelio
- 1998 : L'albero delle pere de Francesca Archibugi
- 1999 : Hors du monde (Fuori dal mondo) de Giuseppe Piccioni
- 2000 : Pain, Tulipes et Comédie (Pane e tulipani) de Silvio Soldini
- 2001 : Un altro mondo è possibile (documentaire collectif sur les émeutes anti-G8 de Gênes de 2001)
- 2001 : Zeno (Le parole di mio padre) de Francesca Comencini
- 2002 : Un viaggio chiamato amore de Michele Placido
- 2002 : Je brûle dans le vent (Brucio nel vento) de Silvio Soldini
- 2004 : J'aime travailler (Mi piace lavorare (Mobbing)) de Francesca Comencini
- 2004 : Les Clefs de la maison (Le chiavi di casa) de Gianni Amelio
- 2004 : Une romance italienne (L'amore ritrovato) de Carlo Mazzacurati
- 2004 : Les Conséquences de l'amour (Conseguenze dell'amore) de Paolo Sorrentino
- 2006 : L'Ami de la famille (L'amico di famiglia) de Paolo Sorrentino
- 2007 : La giusta distanza de Carlo Mazzacurati
- 2008 : Il divo de Paolo Sorrentino
- 2009 : Giulia non esce la sera de Giuseppe Piccioni
- 2009 : Lo spazio bianco de Francesca Comencini
- 2011 : This Must Be the Place de Paolo Sorrentino
- 2011 : La Petite Venise (Io sono Li) d'Andrea Segre
- 2012 : Une journée à Rome (Un giorno speciale) de Francesca Comencini
- 2012 : L'intervallo de Leonardo Di Costanzo
- 2013 : La grande bellezza de Paolo Sorrentino
- 2013 : L'intrepido Gianni Amelio
- 2015 : Youth (La giovinezza) de Paolo Sorrentino
- 2016 : One Kiss (Un bacio) d’Ivan Cotroneo
- 2018 : Io sono Tempesta (it) de Daniele Luchetti
- 2018 : Silvio et les Autres (Loro) de Paolo Sorrentino
- 2021 : Ariaferma de Leonardo di Costanzo
- 2022 : Le Colibri (Il colibrì) de Francesca Archibugi
- 2023 : Felicità de Micaela Ramazzotti
- 2024 : Lettres siciliennes (Iddu) de Fabio Grassadonia et Antonio Piazza
- 2024 : Il tempo che ci vuole, de Francesca Comencini

## Récompense
- Prix Vulcain de l'artiste technicien (avec Angelo Raguseo) au festival de Cannes 2008.
- David di Donatello 2014 : Meilleur directeur de la photographie pour La grande bellezza